# Герб Генічеська
Герб Генічеська — офіційний символ Генічеська, затверджений рішенням сесії міської ради.

## Опис
На синьому щиті розташовано якір з центральної частини якого виходить маяк від якого горизонтально в дві сторони відходять два стилізовані світлові промені. Навколо маяку зображено корабельний штурвал, навколо якого знаходяться два осетри. Щит обрамлено декоративним картушем з колосків та двох стрічок. На верхній малій стрічці напис 1784 (рік заснування Генічеська), на нижній більшій напис "Генічеськ". Герб увінчано срібною мурованою короною.